# Briza
- Commons
- Wikispecies

Briza L. é um género botânico pertencente à família Poaceae, subfamília Pooideae, tribo Poeae.
O gênero é composto por aproximadamente 100 espécies. São encontradas na Europa, África, Ásia, Australásia, Pacífico, América do Norte e América do Sul.
Na classificação taxonômica de Jussieu (1789), Briza é um gênero  botânico,  ordem  Gramineae,  classe Monocotyledones com estames hipogínicos.

## Sinonímia
| - Brizochloa Jirasek & Chrtek - Calosteca Desv. - Calotheca P.Beauv. (SUO) - Chascolytrum Desv. | - Chondrachyrum Nees - Lombardochloa Roseng. & B.R.Arill. - Macrobriza (Tzvelev) Tzvelev - Tremularia Fabr. |

## Espécies
- Briza bipinnata L.
- Briza brizoides (Lam.) Kuntze
- Briza erecta Lam.
- Briza humilis M. Bieb.
- Briza lamarckiana Nees
- Briza lindmanii Ekman
- Briza marcowiczii Woronow ex B. Fedtsch.
- Briza maxima L.
- Briza media L.
- Briza minor L.
- Briza rufa (J. Presl) Steud.
- Briza subaristata Lam.
- Briza uniolae (Nees) Steud.
- «PPP-Index Lista completa»

## Classificação do gênero
| Sistema | Classificação                   | Referência               |
| ------- | ------------------------------- | ------------------------ |
| Linné   | Classe Triandria, ordem Digynia | Species plantarum (1753) |